# Strohsack-Passage

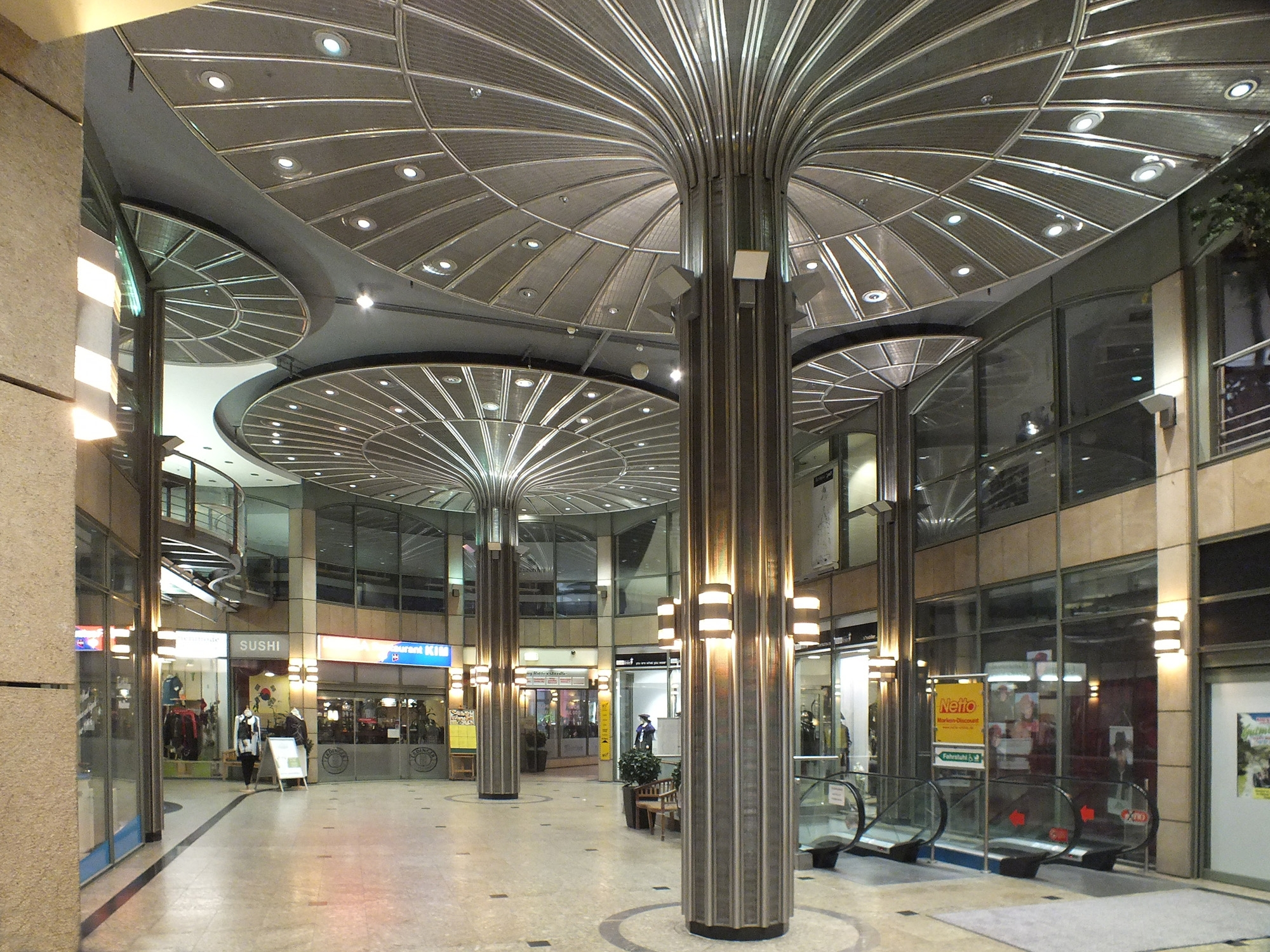
In der Strohsack-Passage (2011)

Die Strohsack-Passage in Leipzig ist ein Durchgang von der Nikolaistraße 10 zur Ritterstraße 7. Er enthält Handels-, Dienstleistungs- und gastronomische Einrichtungen, den Campus der Lancaster University Leipzig sowie Einrichtungen der Universität Leipzig.

## Baubeschreibung
Die modern gestaltete Zugangsfassade an der Nikolaistraße mit zwei vorgesetzten metallverkleideten Säulen reicht verglast über alle Geschosse. Der abgeknickte Verlauf der Passage führt durch drei unterschiedlich gestaltete Höfe.

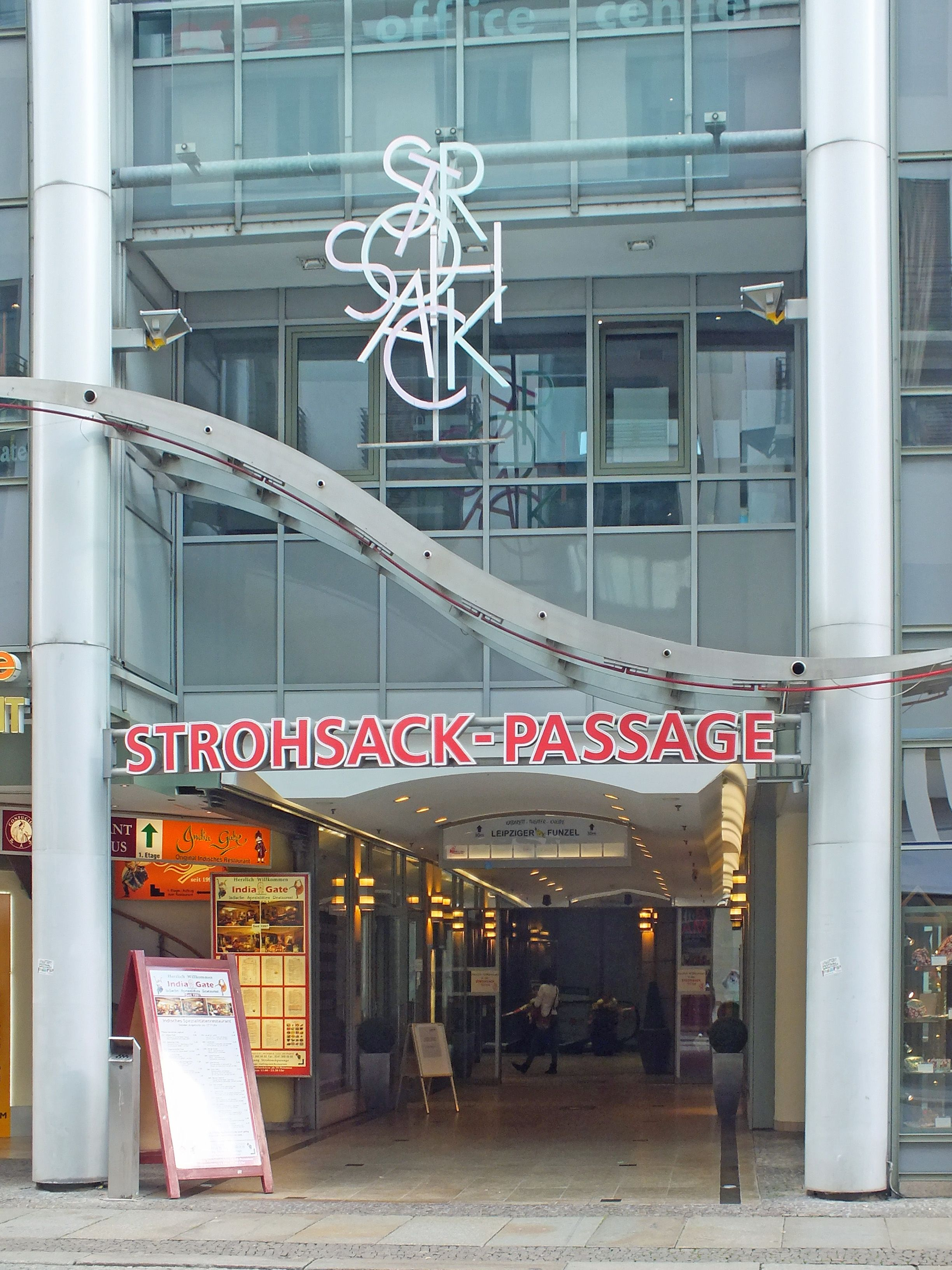
Eingang Nikolaistraße (2016)
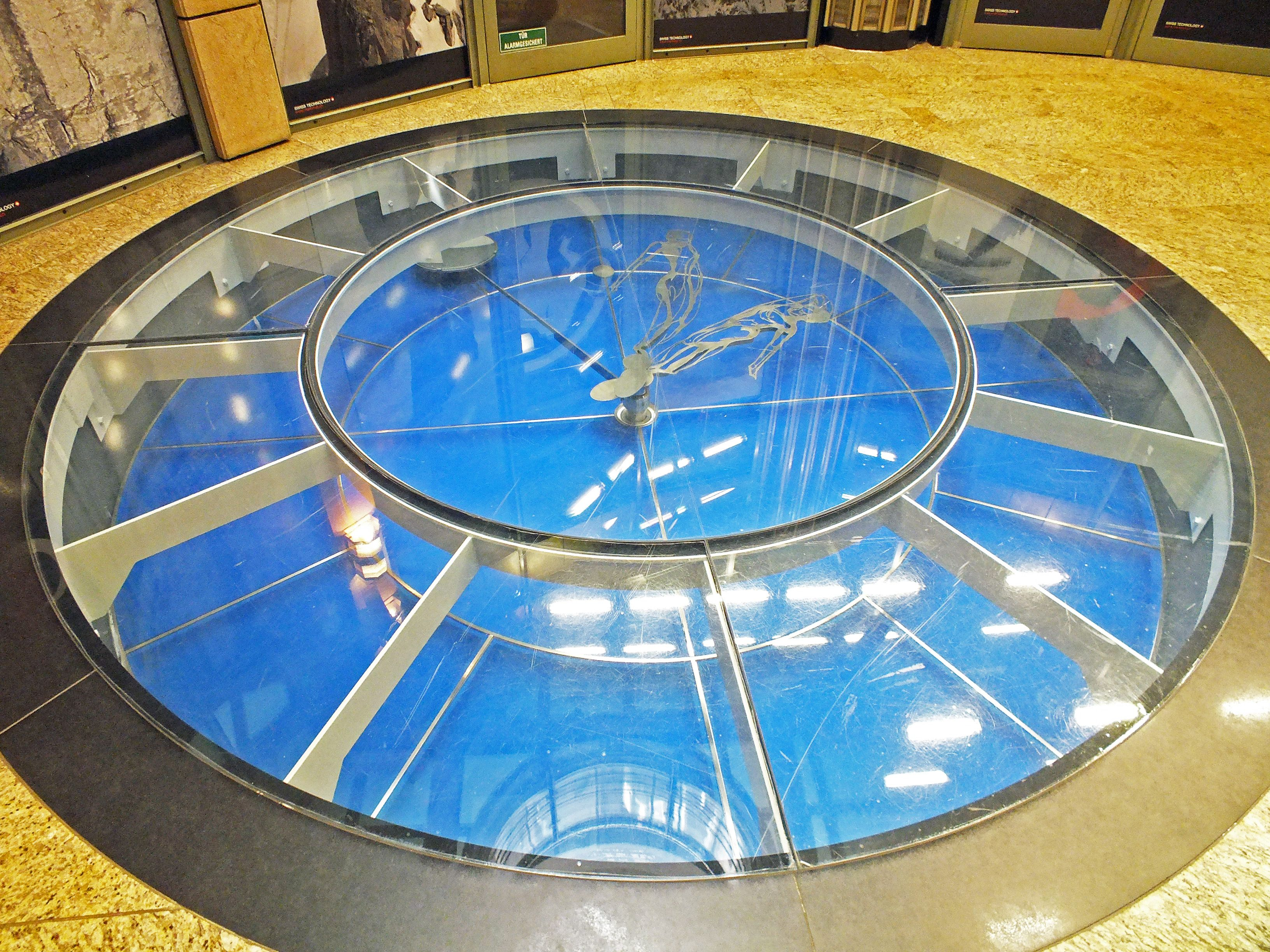
Die Bodenuhr (2016)
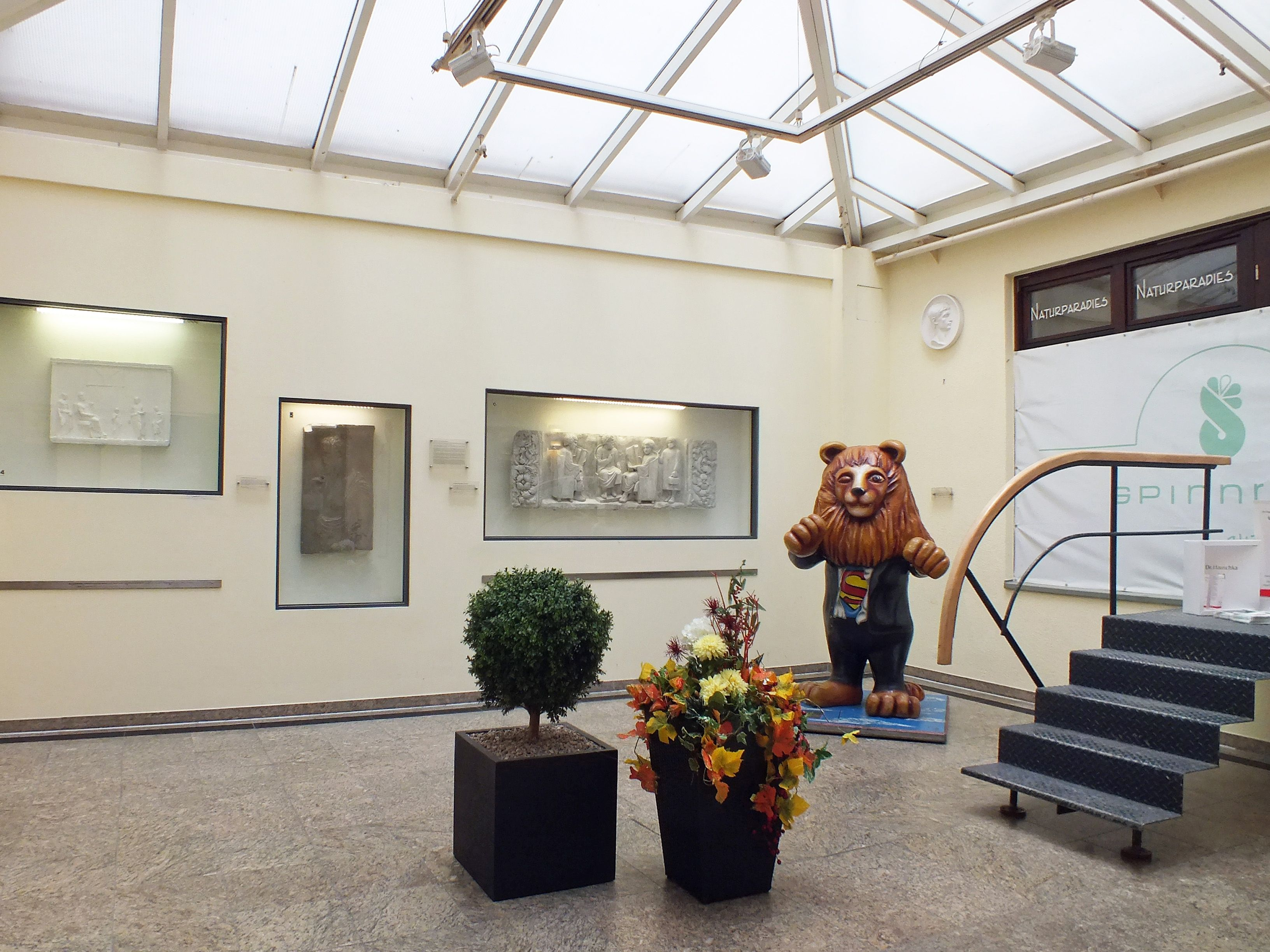
Ein Lichthof (2016)
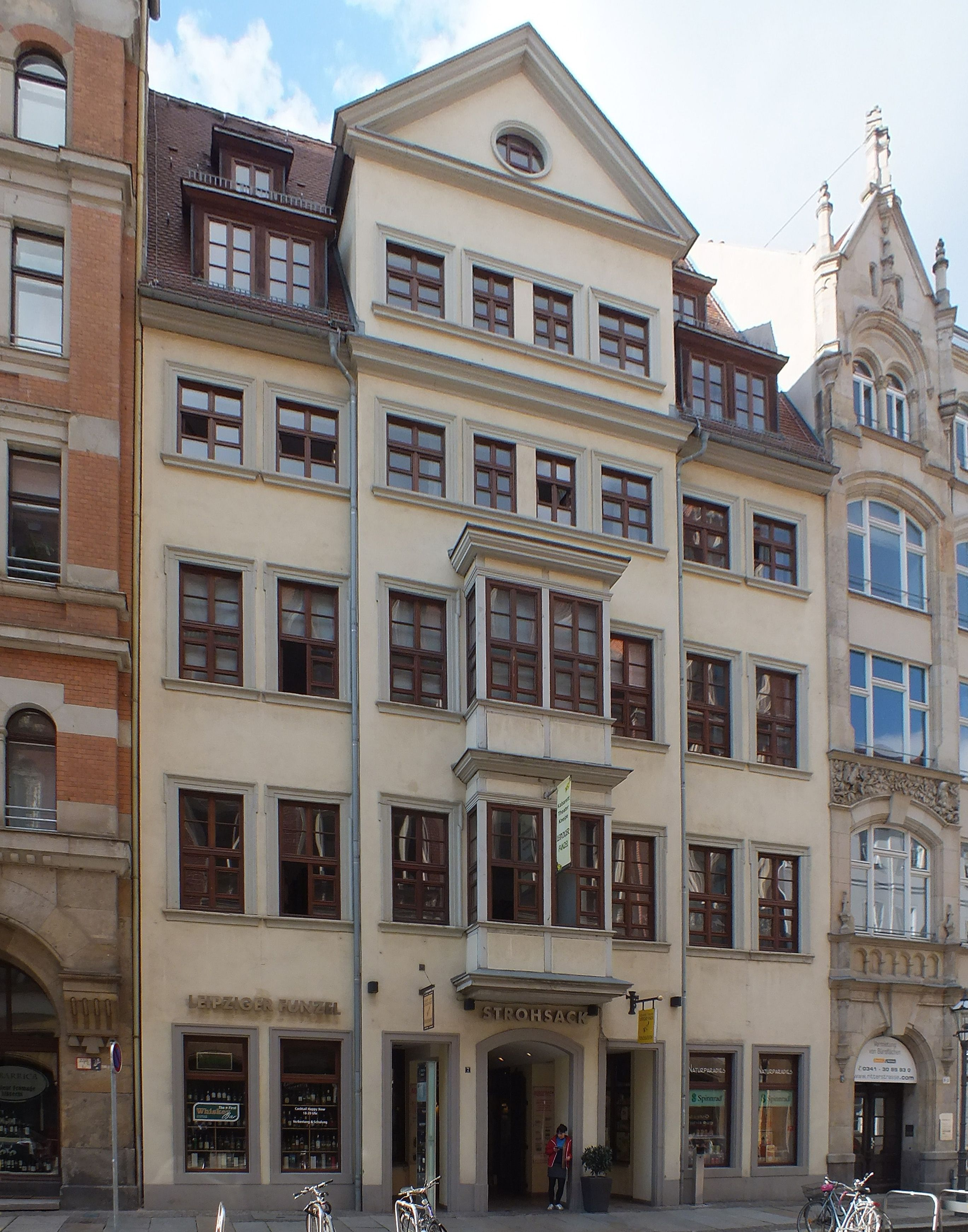
Zugangsgebäude Ritterstraße (2016)

Der von der Nikolaistraße zunächst erreichte und attraktivste ist eine zweigeschossige Halle. Ihr Hauptgestaltungsmerkmal sind als hohe Metallpilzsäulen ausgeführte Raumstützen. Eine Rolltreppe führt zum Supermarkt im Untergeschoss. Gegenüber erhebt sich im ersten Obergeschoss ein offener Balkon der Lancaster University Leipzig.
Unter einem oberen Lichtfenster befindet sich die größte, im Boden eingelassene Uhr Europas. Sie wurde von Reinhard Minkewitz entworfen. Sie ist voll funktionstüchtig und begehbar. Die Zeiger unter einer Glasscheibe stellen eine männliche und eine weibliche Figur dar.
Die weiteren kleineren Höfe sind schlicht gehalten, jeweils mit Oberlichtfenstern. Nahe der Ritterstraße befinden sich im Erd- und im Untergeschoss die ehemaligen Räume des Kabarett-Theaters Leipziger Funzel. Das Gesamtgebäude enthält ferner Büroräume, Wohnungen und eine Tiefgarage.

## Geschichte
Das ehemalige Gebäude auf dem Grundstück Nikolaistraße 10 hieß von 1681 bis 1781 das „Freieslebensche Haus“, danach das „Kraushauptsche Haus“ und von 1816 bis 1927 „Stadt Hamburg“. Nachdem es 1920 die Schweizerhaus A.G. erworben hatte, nannte diese es ab 1927 „Schweizer Haus“. Zeitweise war hier auch das Schweizer Konsulat. Das Schweizer Haus wurde im Zweiten Weltkrieg zerstört. Die entstandene Baulücke bestand in der Nikolaistraße mehrere Jahrzehnte, 1989 begann die Stadt, auf dem Areal einen Plattenbau zu errichten. Nach der Leipziger Volksbaukonferenz im Januar 1990 wurde beschlossen, den zu dem Zeitpunkt in Erdgeschosshöhe fertigen Bau zu stoppen.
Auf dem Grundstück Ritterstraße 7 bestand bereits im 15. Jahrhundert eine Burse, die einem Heinricus Behr gehörte, was zu dem Namen „Bursa Heinrici“ führte. Der Name blieb auch unter wechselnden Besitzern bis 1815, als daraus der „Universitätskeller“ wurde. Beim Namenswechsel 1899 besann man sich auf die studentische Wohngeschichte und nannte das Haus nun „Strohsack“, worauf schließlich der Name der Passage zurückgeht.
Von 1995 bis 1997 realisierten die Leipziger Architekten Bernd Appel, Anuschah Behzadi und Heike Bohne  auf den beiden Grundstücken die oben beschriebene Passage. Während das Gebäude zur Nikolaistraße völlig neu entworfen wurde, wurde das Strohsack-Gebäude an der Ritterstraße während des Passagenbaus weitestgehend abgebrochen und rekonstruiert. In der Bausubstanz erhalten blieb hier die barocke Fassade der ersten beiden Geschosse.